# Łoże dolne
Łoże dolne – część łoża działa artyleryjskiego.
Wykonane jest najczęściej w postaci wydrążonego odlewu stalowego, do którego mocowane są zawiasowo elementy podwozia i ogony działa. Na nim osadzone obrotowo jest łoże górne.